# St. Johns (Michigan)
St. Johns é uma cidade localizada no estado americano de Michigan, no Condado de Clinton.

## Demografia
Segundo o censo americano de 2000, a sua população era de 7485 habitantes.

## Geografia
De acordo com o United States Census Bureau tem uma área de
10,2 km², dos quais 10,2 km² cobertos por terra e 0,0 km² cobertos por água.

## Localidades na vizinhança
O diagrama seguinte representa as localidades num raio de 24 km ao redor de St. Johns.